# Junonia michaelesi
Junonia michaelesi är en fjärilsart som beskrevs av Munroe 1951. Junonia michaelesi ingår i släktet Junonia och familjen praktfjärilar. Inga underarter finns listade i Catalogue of Life.